# Рыбник
Ры́бник (пол. Rybnik) — город в южной Польше, в Силезском воеводстве. Город находится в 340 километрах к югу от Варшавы, в 120 километрах к западу от Кракова и в 25 км от границы с Чехией. Население города — около 141 000 человек.

## История

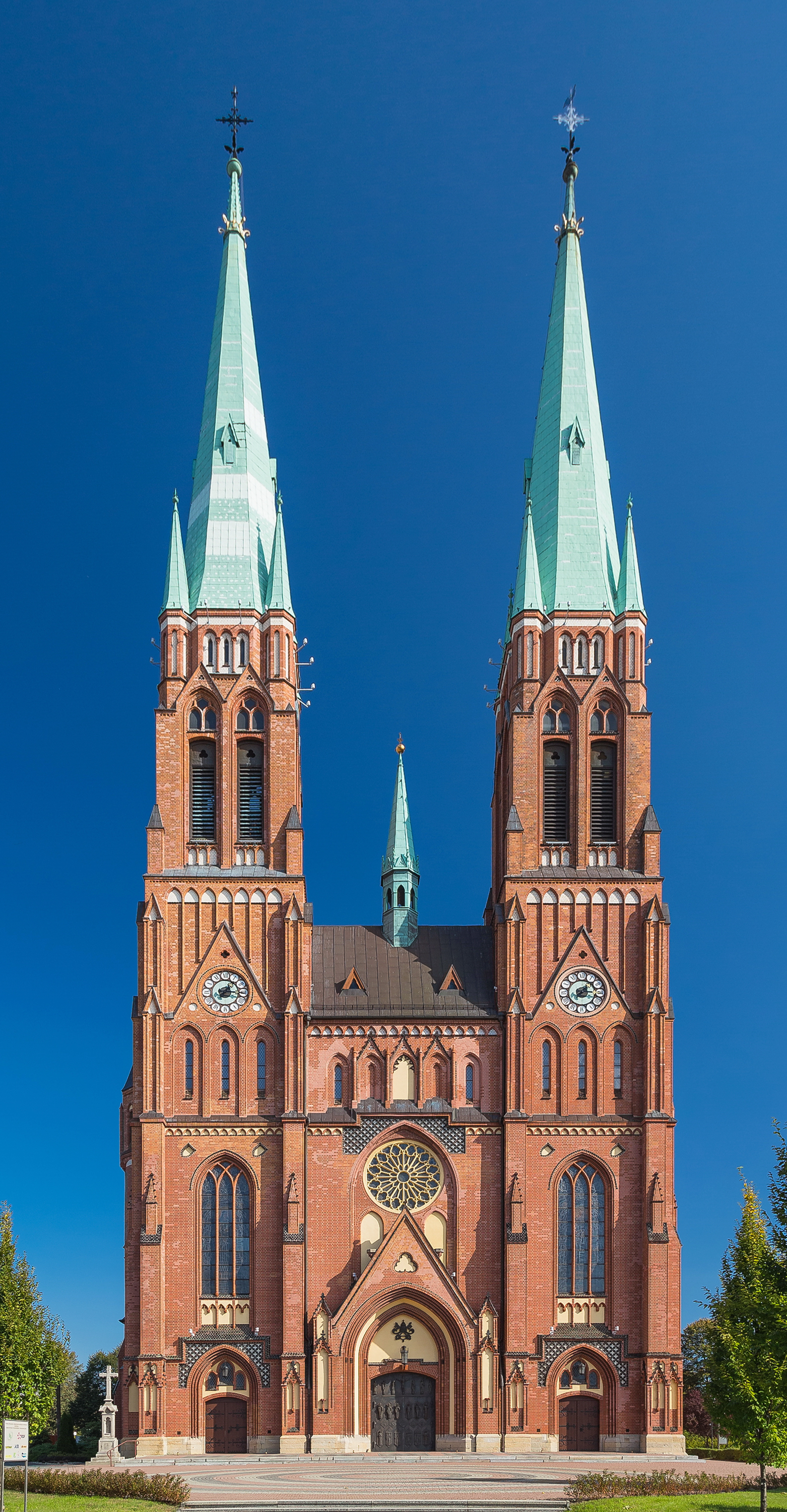
Базилика Святого Антония

Название города происходит от польского «рыба» (ryba) и означает «пруд для рыбы» («рыбный садок») на старом польском языке (на цыганском языке «rebniko» до сих пор значит «рыбный садок»). Название отражает важность города для экономики в Средние века.
История города восходит к IX—X векам, когда на территории современного города появились три славянских поселения, которые сформировали один город. В рамках расселения германцев на восток (Ostsiedlung), Рыбник как и множество других польских поселений, согласно Магдебургскому праву до 1308 года (точная дата не установлена) получил статус города и соответствующие права. Это, однако, не повлияло на национальную принадлежность — Рыбник продолжал оставаться частью Королевства Польского, до тех пор пока вся Силезия не стала феодом Богемской короны в 1327. Город продолжал расти и развиваться, постепенно становясь региональным торговым центром. В XV веке гуситы опустошили город, а затем потерпели поражение в решающей битве неподалёку.
С 1526 Богемия, включая зависимую от неё Силезию, в состав которой входил Рыбник, стала частью владений Габсбургов.
После окончания первой мировой войны и раздела Верхней Силезии в 1920 году город вошёл в состав Силезского воеводства Польши.
В ходе Второй мировой войны в сентябре 1939 года город был оккупирован наступающими немецкими войсками и в дальнейшем включён в состав «генерал-губернаторства».
В конце декабря 1944 года в городе начал работу крупный завод по производству фаустпатронов. 25 января 1945 года советские войска подошли вплотную к городу, после чего выпущенные заводом гранатомёты поступили на вооружение занимавших город немецких войск. После освобождения Рыбника советскими войсками на заводе были найдены ещё 50 тысяч корпусов фаустпатронов, которые не успели снарядить взрывчатым веществом.

## Экономика

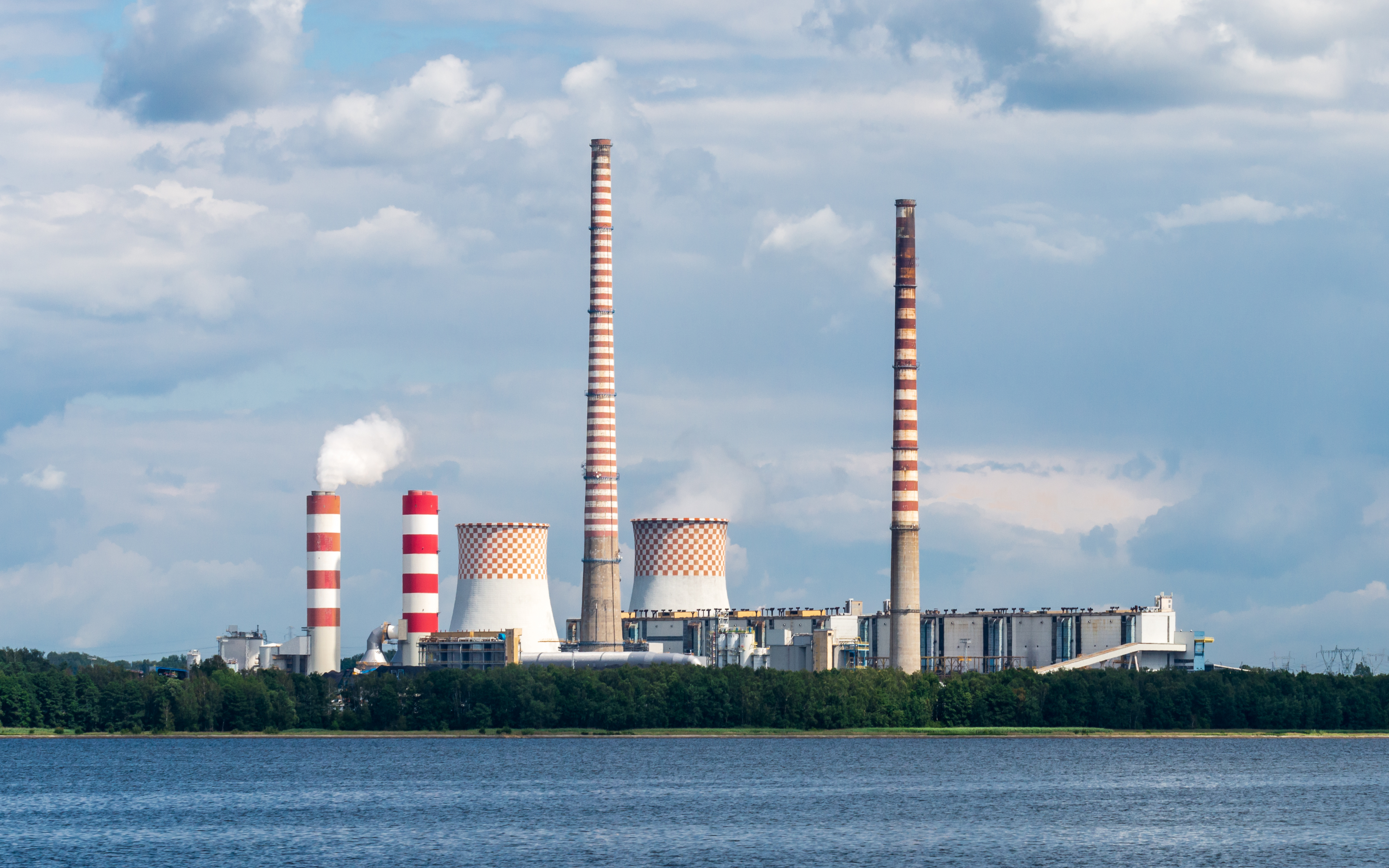
Угольная электростанция в г. Рыбник

## Население
В городе постоянно проживает 141 374 человек (включая 0,03 % иностранцев), плотность населения: 961 на км² (по состоянию на 31 декабря 2003). Рыбник — 25-й город Польши по населению. Уровень безработицы сравнительно низок (4,6 %). Аналогичный уровень по стране — 8,8 % (на октябрь 2008). Этнически, 88 % населения Рыбника считают себя поляками, 9 % — силезцами и 3 % отнесли себя к другим национальностям.
Город Рыбник является центром крупной агломерации, Рыбницкого угольного района (англ. Rybnik Coal Region, пол. Rybnicki Okręg Węglowy) с населением 700 тысяч человек. Расстояние до Катовице — около 50 км, до Остравы — около 30 км.

## Известные люди
- Магдалена Огурек — польский политик, общественный деятель и историк, доктор гуманитарных наук. Кандидат в президенты Польши (2015).
- Ежи Дудек (р. 23 марта 1973), футболист, играл за «Конкордия Кнуров», «Сокул Тыхы», «Фейеноорд», «Ливерпуль» и завершил карьеру в клубе «Реал Мадрид».

## Города-побратимы
- Бедбург-Хау, Германия
- Дорстен, Германия (с 15 апреля 1994)
- Ойрасбург (Верхняя Бавария), Германия (с 5 июля 2001)
- Хадерслев, Дания
- Ивано-Франковск, Украина (с 12 октября 2001)
- Карвина, Чехия (с 30 апреля 2004)
- Лариса, Греция (с 13 июня 2003)
- Льевин, Франция (с 4 декабря 2000)
- Мазамет, Франция (с 4 июня 1993)
- Ньютаунэбби, Северная Ирландия (с 18 октября 2003)
- Сен-Вайе, Франция (с 5 июля 1961)
- Сольнок, Венгрия
- Вильнюсский уезд, Литва (с 2 октября 2000)